# M606
M606 är en motorväg i Storbritannien. Detta är en kortare motorväg på 5 kilometer som leder trafiken från motorvägen M62 in mot centrala Bradford.